# New Model Army
Pour le groupe de musique homonyme, voir New Model Army (groupe).
 (octobre 2020).
La New Model Army est une armée de la Première révolution anglaise. C'est en 1645 que le Parlement anglais charge Oliver Cromwell d'organiser une armée sur le modèle de ses propres troupes, d'où le nom d'« armée parlementaire ». Contrairement à la plupart des armées de l'époque, ses dirigeants et ses membres sont des soldats professionnels plutôt que des nobles finançant des troupes sur leurs propres deniers. Sir Thomas Fairfax en a le commandement général, et Oliver Cromwell se voit confier la cavalerie, connue sous le nom des « Ironsides ».
La New Model Army est célèbre pour son zèle religieux, son puritanisme et son soutien à la Good Old Cause. Plusieurs de ses soldats sont des puritains et adhèrent aux principes des Dissidents anglais, ce qui donne à cette armée anglaise une composition singulière. Ceci en combinaison avec son indépendance politique, fait d'elle une force qui parvient à renverser la Couronne et son gouvernement, pour aboutir à brièvement imposer une dictature militaire durant l'Interrègne anglais.

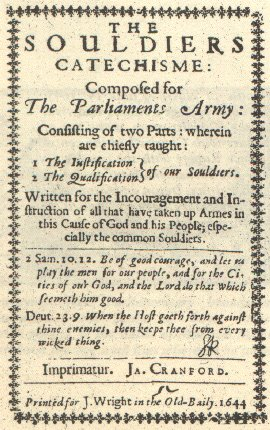
Le Catéchisme du soldat : règles, procédures et conditions d'embauche.

## Fondation

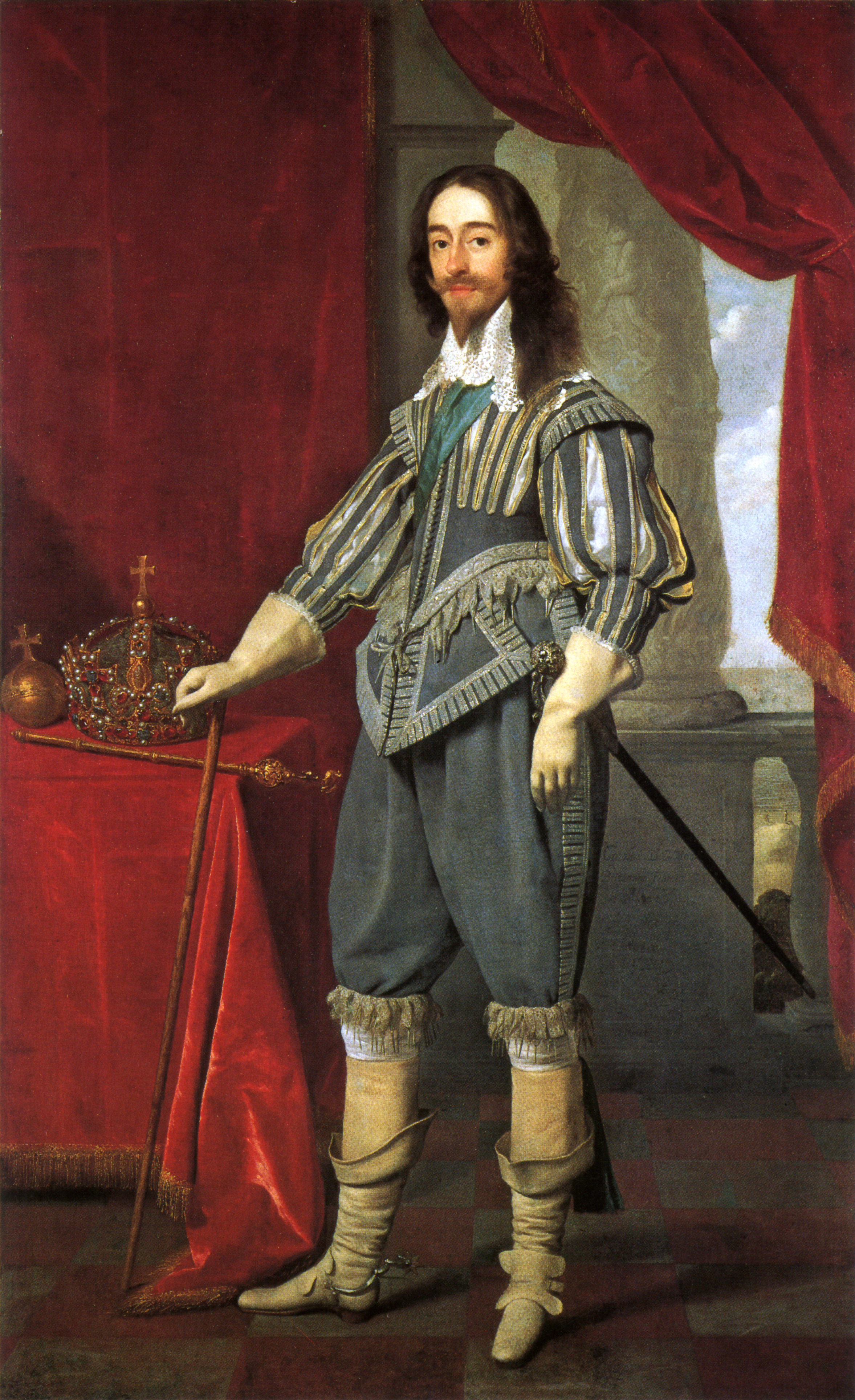
Charles Ier.

La New Model Army résulte du mécontentement de certains Parliamentarians devant la tournure prise par les événements lors de la Première guerre civile anglaise, premier des trois principaux épisodes de la Première révolution anglaise, en 1644. Ainsi, quoique les troupes parlementaires bénéficient d'une nette supériorité numérique par rapport à celles des Royalists, leur avantage se trouvait obéré par leurs modalités de recrutement. En effet les troupes étaient levées au sein d'associations locales émanant de divers comtés, et répugnaient à combattre loin de leurs campagnes ou de leurs villes. Par ailleurs, la loyauté de certains officiers d'expérience, pourtant membres du Parlement, était mise en cause, surtout parmi les presbytériens, soupçonnés d'être favorables à l'arrêt des hostilités avec Charles Ier.

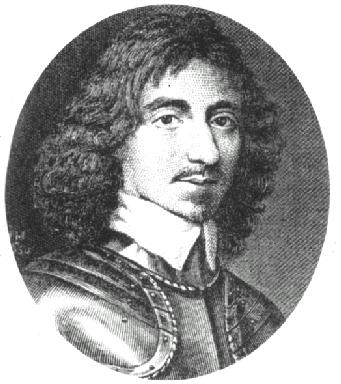
Thomas Fairfax.

Le 19 novembre 1644, l'association de comtés parlementaires de l’Eastern Association annonçait qu'elle ne pouvait plus assurer le coût financier de l'entretien des troupes. Le Parlement a alors répliqué en faisant de sorte que le Committee of Both Kingdoms, dont la tâche était de superviser la conduite de la guerre, effectue une sorte d'audit des forces parlementaires. Enfin, le 9 décembre, la Chambre des communes votait la Self-denying Ordinance qui empêchait tout membre de la Chambre des lords ou de la Chambre des communes de détenir une position de commandement dans l'armée.
Le 6 janvier 1645, le Committee of Both Kingdoms recommande la création de la New Model Army et désigne Sir Thomas Fairfax en qualité de capitaine général tandis que Sir Philip Skippon en devient le sergent major général d'infanterie à pied. La Self-denying Ordinance tardait évidemment à être acceptée par la Chambre des lords mais elle finit par s'imposer en avril, à peu près au même moment que celui de la création effective de la New Model Army. Oliver Cromwell démissionne de son poste en application de l'Ordinance, mais Fairfax saisit la première occasion (le remplacement en juin d'un officier qui souhaitait émigrer) pour le restituer dans son grade de lieutenant-général à cheval en dérogation de la loi nouvelle. Cromwell et son beau-fils, Henry Ireton, sont ainsi les seuls membres du Parlement autorisés à continuer de servir, pour des périodes de trois mois, qui sont constamment renouvelées.

### Effectifs initiaux

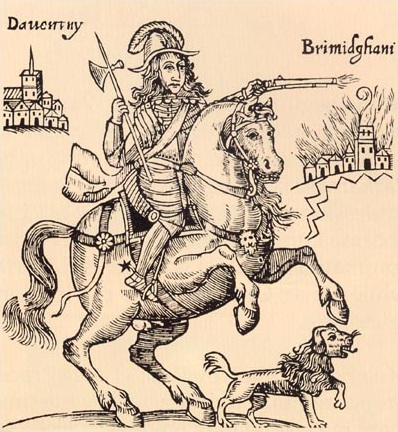
Illustration d'un pamphlet intitulé Les Pratiques cruelles du Prince Rupert, 1643.

La New Model Army était composée de 22 000 soldats, se répartissant comme suit : 11 régiments de cavalerie (6 600 hommes), 12 régiments d'infanterie (14 400 hommes) et un régiment de dragons (1 000 hommes). Les armées parlementaires déjà existantes du comte d'Essex, de Sir William Waller et du comte de Manchester sont démobilisées afin de fournir les régiments de la nouvelle armée. Bien que les régiments de cavalerie soient déjà à niveau et qu'ils ne manquent pas de volontaires, 7 000 hommes manquent aux régiments d'infanterie. Ceux-ci sont fournis par les régions aux mains des Parliamentarians dans le sud et l'est du pays.
Les régiments de l'armée nouvellement formée se voient octroyer des uniformes rouges ainsi qu'un Catéchisme du soldat dictant les nouveaux règlements et procédures d'entraînement. La paie quotidienne standard était de 8 pence pour l'infanterie et de 2 shillings pour la cavalerie. L'administration de l'armée se centralise davantage et les approvisionnements en nourriture, vêtements et autres deviennent plus sûrs. Les cavaliers devaient subvenir aux besoins de leur propre cheval.
Le Prince Rupert, l'archétype du Cavalier et l'un des principaux généraux de l'armée de Charles Ier, a donné aux cavaliers servant sous Cromwell le surnom d’Ironsides, soit « côtes de fer ». Ceci faisait davantage référence à leur habileté à passer au travers des forces ennemies qu'à leur armure, comme on le prétend parfois, car leur « armure » consistait en un simple gilet de cuir renforcé (buff coat) et un casque rond.

### Idéaux
Les fondateurs de la New Model Army voulaient que ce soient les compétences plutôt que le rang social ou la richesse qui déterminent le commandement et les promotions dans l'armée. Ils s'appuient sur les Levellers. Au printemps 1643, Cromwell avait déjà écrit à Waller : « I had rather have a plain, russet-coated captain that knows what he fights for, and loves what he knows, than that which you call a gentleman and is nothing else », c'est-à-dire « Je préfère un capitaine à manteau rouge ordinaire qui sait pourquoi il se bat et aime ce qu'il sait à ce qu'on appelle un gentilhomme et qui n'est rien d'autre ». Ainsi, de nombreux officiers d'unités existantes, le plus souvent des « gentlemen amateurs », sont rapidement limogés après avoir été incorporés dans les nouveaux régiments. À la suite de ces renvois, ils manifestent plusieurs fois à Londres pour réclamer des compensations.
Cromwell préférait aussi les soldats dévoués, comme lui, aux idéaux du puritanisme. Certains Levellers chantaient des psaumes avant les batailles. Le fait que le puritanisme se soit répandu dans l'Armée et que les soldats partagent une ferveur religieuse commune a contribué au renforcement de la cohésion et à améliorer la communication entre les soldats. Par ailleurs, cette ferveur religieuse a rendu l'Armée plus performante, la foi motivant les soldats.
Dès ses débuts, l'Armée était perçue par certains presbytériens comme un nid d’Independents, tandis que plusieurs officiers presbytériens de premier plan, principalement des Écossais, enveniment la situation en refusant de servir l'Armée. Plus tard, ce foisonnement religieux devint une importante source d'interférences dans les intérêts sociaux et politiques du royaume.

## Tactiques

### Cavalerie
La cavalerie constitue l'élite de la New Model Army. Sa tactique consiste en attaques percutantes sur les flancs ennemis (généralement ceux des unités de cavalerie adverses) suivies de retraits rapides, les charges frontales étant évitées autant que faire se peut car elles exposent les cavaliers au feu dévastateur de l'artillerie royaliste. Cromwell défend expressément à ses hommes de poursuivre un ennemi en retraite et exige qu'ils tiennent le champ de bataille : ainsi après avoir chargé et bousculé une unité ennemie, plutôt que de poursuivre les soldats en déroute, les « côtes de fer » se regroupent pour frapper un nouvel objectif. Cette tactique et cette discipline de combat les rend particulièrement redoutables.
Les cavaliers sont armés de pistolets et de carabines ainsi que d'épées. Durant la bataille, ils transportent deux pistolets chargés. Le premier doit être tiré lors du premier contact avec l'ennemi, l'autre, est gardé en cas de besoin pour couvrir leur propre retraite ou pour tirer sur l'ennemi en fuite. En combat au corps à corps, les cavaliers utilisent leur sabre. Ils sont aussi entraînés à charger « sabre au clair » et à utiliser la puissance de leurs montures pour enfoncer les formations ennemies.

### Infanterie
L'infanterie se positionne en général au centre de la formation, les piquiers et les mousquetaires placés alternativement de façon régulière. Sa fonction normale consiste à engager le gros de l'infanterie ennemie jusqu'à ce que la cavalerie la déborde et disloque ses formations.

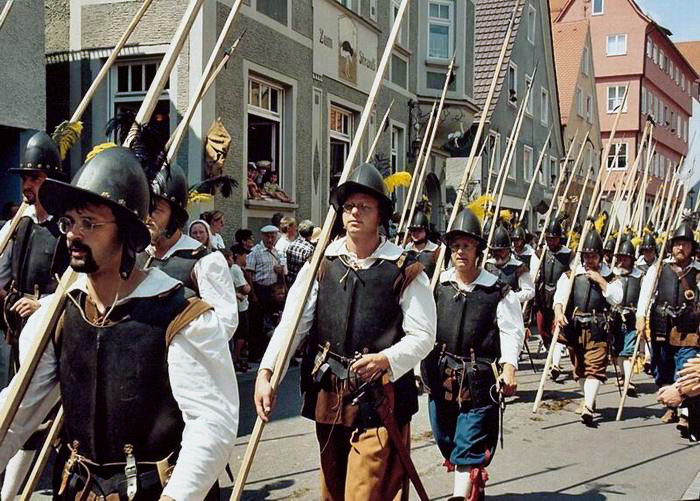
Défilé de piquiers lors d'une reconstitution historique au Festival de Wallenstein à Memmingen.

Les piquiers doivent présenter aux cavaliers ennemis une forêt impénétrable de piques de façon à protéger les mousquetaires, très vulnérables pendant le rechargement de leurs armes. Les mousquetaires eux, sont censés maintenir un feu constant, par « contremarche », une technique par laquelle les unités tirent en volées successives : chaque soldat du premier rang tire puis se retire vers l'arrière de la formation, composée généralement de six rangées, tout en rechargeant son arme et ainsi de suite. En combat rapproché, les mousquetaires n'ont souvent pas le temps de recharger ; dès lors les infanteries ennemies s'engagent l'une l'autre par la « poussée de la pique », le choc frontal de deux unités de piquiers, tandis que les mousquetaires se joignent à la mêlée en utilisant la crosse de leurs armes comme des massues.

### Artillerie
L'artillerie de la New Model Army est utilisée avec le maximum d'efficacité lors des sièges, où son rôle est de battre en brèche les fortifications afin de préparer l'attaque de l'infanterie. Ni Cromwell ni les autres commandants de l'Armée ne sont formés à la guerre de siège, aussi essaient-ils de prendre les villes fortifiées par assaut plutôt que de recourir aux techniques de la poliorcétique. La victoire couronne généralement ces attaques brutales (siège de Drogheda) mais souvent très coûteuses (siège de Clonmel).
Les dragons de la New Model Army, de l'infanterie montée armée de carabines à platine à silex et de grenades, sont souvent utilisés pour ouvrir la voie sur les brèches. Vu les risques encourus, ces troupes d'assaut se voient parfois offrir des primes exceptionnelles. L'infanterie régulière les suit, munie de ses armes plus encombrantes : piques et mousquets à platine à mèche.

## Les lendemains de la Première révolution anglaise
La New Model Army a remporté d'importantes victoires : Naseby, son baptême du feu, le 14 juin 1645, Preston, en août 1648. Avec la fin de la guerre civile en Angleterre, l'Armée apparaît en mesure de dicter le futur du pays. D'importantes tensions naissent en son sein, que ce soit entre les différentes factions radicales ou parmi ses chefs, tels Cromwell et Ireton.

### Politique révolutionnaire et l’Agreement of the People

#### Armée négligée et ignorée
Après avoir gagné la guerre civile, les soldats sont mécontents du Long Parlement. En premier lieu, ils n'ont pas été régulièrement payés et, à la fin des hostilités, les représentants conservateurs au Parlement veulent soit démobiliser l'Armée, soit l'envoyer se battre en Irlande, sans régler les arriérés de soldes.
En deuxième lieu, le Long Parlement refuse l'amnistie des crimes ou délits commis sur ordre pendant la guerre ; plusieurs soldats sont en effet pendus pour avoir volé des chevaux destinés à la cavalerie.
Enfin et surtout, constatant que la plupart des Parliamentarians désirent la restauration du roi sans réforme démocratique ou religieuse significative, les soldats se demandent pourquoi ils ont risqué leur vie au long du conflit, interrogation qui fut exprimée avec la plus grande vigueur par leurs représentants élus : les Agitateurs (Agitators).

#### Nouvelle constitution
Un conseil militaire est créé ; il se compose des Agitateurs (chaque régiment en élit deux), d'officiers (deux désignés par régiment) et de généraux. Lors d'une rencontre près de Newmarket le 4 juin 1647, le conseil fait parvenir au Parlement les intentions de l'Armée sous le titre de A Solemne Engagement of the Army, under the Command of his Excellency Sir Thomas Fairfax. Cet « engagement » fait part des préoccupations de l'Armée et pose comme fait que le mécontentement est généralisé, tant dans les rangs inférieurs que supérieurs. L’Engagement est lu solennellement devant le front des troupes le 5 juin.

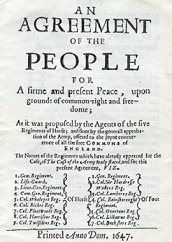
L’Agreement of the People des niveleurs.

L'Armée sous l'influence prépondérante d'un parti politique radical originaire de Londres, les niveleurs, propose une nouvelle constitution révolutionnaire connue sous le nom de Agreement of the People. Celle-ci réclame le suffrage quasi-universel pour les hommes ainsi que la réforme des circonscriptions électorales, plus de pouvoir au Parlement, qui doit être renouvelé tous les deux ans, la liberté de religion et l'abolition de l'emprisonnement pour dettes.
Extrêmement remontée par le non-paiement des soldes et par les manœuvres « politiciennes », tant du roi que de certains membres du parlement, l'armée commence lentement à faire route vers Londres.
En octobre et novembre, lors des débats de Putney, le Conseil Militaire présente par l'intermédiaire de Henry Ireton un nouveau manifeste à l'Armée, The Heads of the Proposals, qui garantit le maintien de la propriété et de certains privilège à la noblesse. Faute de consensus, trois nouvelles assemblées sont prévues. Durant la première qui s'est tenue lors du mutinerie de Corkbush Field, les officiers seniors de l'Armée, appelés Grandees et qui s'opposent aux niveleurs, emportent le ralliement de la majorité des régiments au manifeste du Conseil Militaire plutôt qu'à l’Agreement, qui est abandonné.
Cela ne se fait toutefois pas sans heurts et une mutinerie éclate au sein des régiments favorables à l’Agreement. Elle est impitoyablement réprimée par Cromwell qui fait juger et fusiller pour rébellion et pour l'exemple le soldat Richard Arnold. Lors des deux autres assemblées qui se tinrent à Ruislip Heath et Kingston upon Thames, les troupes sont invitées à montrer leur soutien à Fairfax, ce qu'elles font.

### Deuxième guerre civile anglaise
L'Armée demeure intacte et sous contrôle et peut ainsi prendre part aux hostilités lorsqu'en juillet 1648, la Deuxième guerre civile anglaise éclate. La New Model Army met en déroute des insurrections royalistes dans le Surrey et le Kent avant d'écraser une invasion écossaise à la bataille de Preston.

#### Purges parlementaire et royale

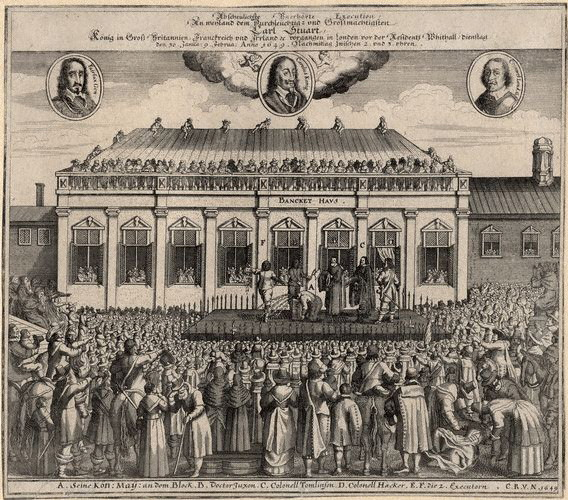
Décapitation de Charles Ier, gravure allemande, XVIIe siècle.

Les éléments radicaux de l'Armée réclament alors l'exécution du roi qu'ils appellent « Charles Stuart, cet homme entaché de sang ». La plupart des Grandees réalisent quant à eux qu'ils ne peuvent pas plus négocier un accord avec Charles Ier qu'ils ne peuvent lui faire confiance pour qu'il s'abstienne de lever une nouvelle armée pour les attaquer. Ils en viennent donc à la même conclusion que les radicaux quant à la nécessité de son exécution.
En premier lieu, le Long Parlement est purgé de ses éléments hostiles à l'Armée. À la suite de son rejet des « Remontrances » du 16 novembre 1648, les Grandees décident que le Parlement doit être reconstitué de façon que sa composition leur soit favorable et c'est ainsi que le 6 décembre, Thomas Pride instaure la purge de Pride (qui, par coïncidence, signifie en anglais « purge de la fierté ») : tout membre de la Chambre des communes qui n'est pas du côté de la religion des Independents ou du côté des Grandees est expulsé du Parlement. En second lieu, le très réduit Parlement croupion fait passer une loi afin que le roi soit jugé. On le déclare coupable de haute trahison le 30 janvier 1649 et il est en conséquence décapité le même jour.

#### Discordes et mutineries au sein de l'Armée
Avec la disparition des pressions royales et parlementaires, les divisions de l'Armée, mises en évidence lors des débats de Putney, refont surface. Cromwell, Ireton, Fairfax et les autres Grandees rejettent les revendications des Agitateurs niveleurs de l'Armée qui persistent à exiger une constitution plus révolutionnaire ; bientôt, le conflit dégénère.
En 1649, surviennent trois mutineries justifiées par des demandes politiques et salariales.

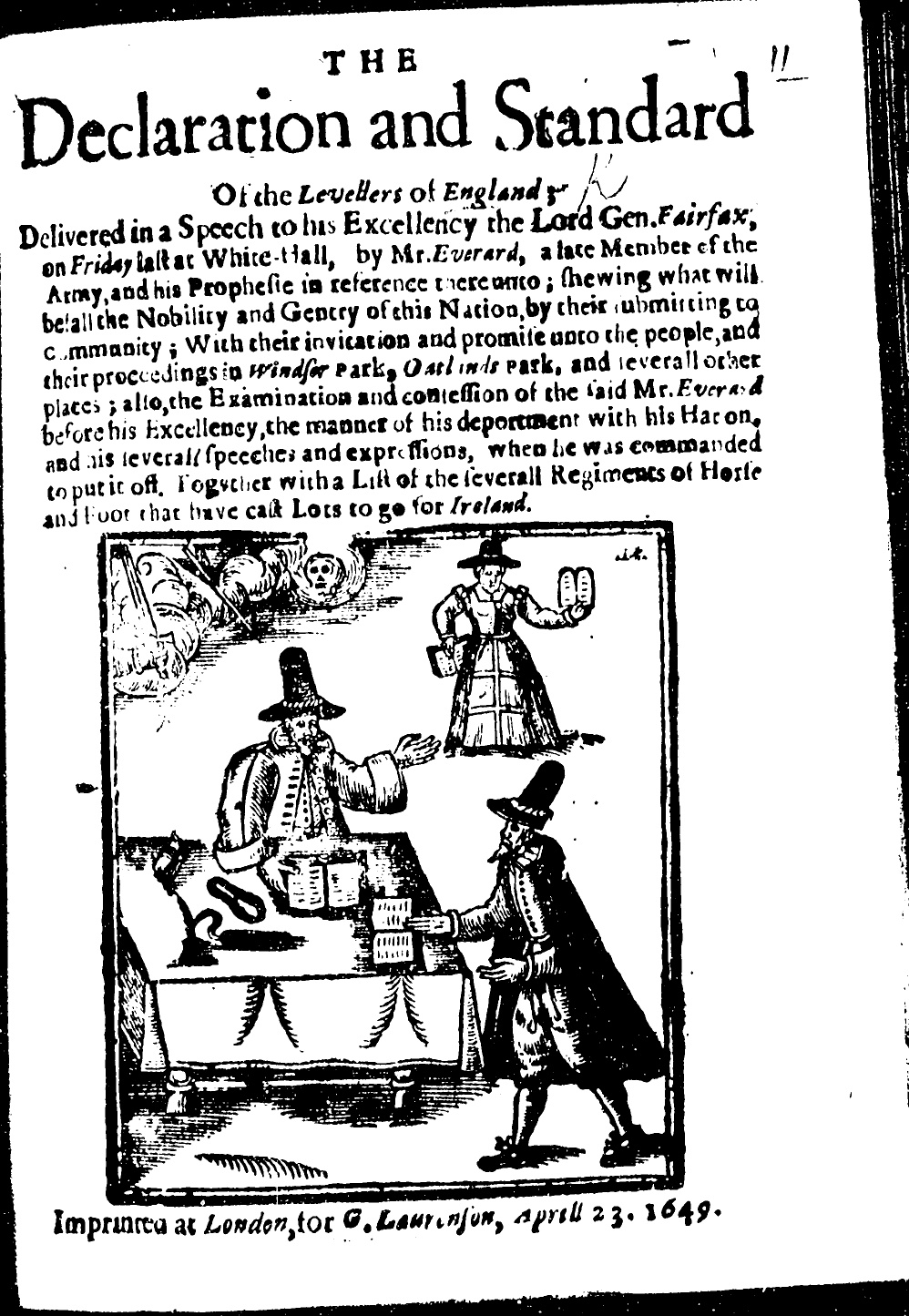
Gravure d'après un texte bêcheux, par William Everard.

La première est provoquée par 300 fantassins du régiment de John Hewson qui menacent de ne pas servir en Irlande tant que le programme des niveleurs n'est pas réalisé. On les calme avec des arrérages de paie, stratégie déjà utilisée pour étouffer la mutinerie de Corkbush Field.
La deuxième, la mutinerie de Bishopsgate, implique des soldats du régiment du colonel Edward Whalley, en garnison à Bishopsgate, Londres, et est motivée par des réclamations identiques. En revanche, le traitement est différent : ordre est donné aux mutins de quitter Londres et devant leur refus, 15 soldats sont arrêtés, jugés en cour martiale et six d'entre eux écopent de la peine capitale. Cinq sont pardonnés par la suite, mais Robert Lockier, un ancien Agitateur, est pendu le 27 avril 1649.
Moins de deux semaines plus tard, les mêmes justifications servent à la mutinerie de Banbury, menée par le capitaine niveleur William Thompson et impliquant plusieurs régiments et 400 soldats. La résolution de la question des soldes n'apaise pas les mutins qui exigent l'examen de leurs revendications politiques et partent pour Salisbury afin d'essayer de rallier d'autres régiments à leur cause. Le 13 mai, Cromwell réagit avec la plus grande vigueur et lance contre eux une attaque nocturne lors de laquelle plusieurs sont tués et la plupart des autres arrêtés puis emprisonnés dans l'église de Burford où ils demeurent jusqu'au 17 mai, jour de la pendaison de trois meneurs. Quant au capitaine Thompson, il réussit à s'échapper, mais il est tué peu après au cours d'une escarmouche à Wellingborough, près d'une communauté de bêcheux (les « vrais niveleurs »). Avec l'échec de cette mutinerie, l'influence des niveleurs sur l'Armée est détruite.

### Irlande
La conquête cromwellienne de l'Irlande débute le 15 août 1649, lorsque l'Armée débarque en Irlande. De nombreux soldats sont hostiles à l'idée de servir dans ce pays et dans plusieurs régiments, on tire au sort ceux qui vont partir.
La coalition royalo-catholique d'Irlande, désunie politiquement et religieusement, ne fait guère le poids militairement face à la New Model Army ; cependant les soldats souffrent énormément lors de cette campagne. Après quelques victoires faciles (Drogheda et Wexford en 1649) où leurs pertes sont légères, la situation se détériore. Des milliers d'hommes meurent de maladie pendant les longs sièges de Limerick, de Waterford et de Galway ; 2000 sont tués à Galway lors de l'assaut infructueux d'une brèche âprement défendue. À ces misères se rajoute le harcèlement par les guérillas irlandaises, appelées Rapparees, qui s'en prennent aux garnisons vulnérables et aux colonnes de ravitaillement.
Quand la campagne prend fin en 1653, la plupart des soldes sont impayées et environ 12 000 vétérans se voient attribuer des terres confisquées aux catholiques irlandais en guise de paiement. Plusieurs revendent alors ces terres à des colons protestants, dont environ 7500 s'établissent en Irlande. Ces planteurs devaient posséder une arme et servir dans des unités de réserve en cas de rébellion.

### Écosse
Tandis que la guerre en Irlande fait rage, une partie de l'Armée est transférée en Écosse afin de lutter contre les Covenanters, au début de la Troisième guerre civile anglaise. Ceux-ci, pourtant alliés au Parlement durant la Première guerre civile, reconnaissent Charles II pour roi.
Nonobstant l'infériorité numérique de ses troupes, Cromwell remporte des victoires écrasantes sur les Écossais aux batailles de Dunbar et d'Inverkeithing. En 1651, l'invasion écossaise de l'Angleterre menée par Charles II est arrêtée par la New Model Army, appuyée par des milices locales, à la bataille de Worcester, la dernière grande bataille des guerres civiles anglaises.
Cette campagne permet à un certain George Monk de s'illustrer. En 1650, Cromwell lui confie le commandement d'un régiment d'infanterie, il fait partie du conseil de guerre préalable à la bataille de Dunbar lors de laquelle il se distingue particulièrement et, en mai 1651, il est promu lieutenant-général de l'artillerie.

## Interrègne
Durant l'interrègne anglais, une partie de l'Armée occupe l'Écosse, sous le commandement de George Monk. Durant les années 1650, elle y est tenue sur le qui-vive par des soulèvements royalistes mineurs dans les Highlands et par la criminalité endémique de bandits nommés moss-troopers, « troupes de la mousse ». En 1654, un soulèvement royaliste fait de sorte que Monk quitte son poste de général de la mer pour retrouver son commandement en Écosse, où il réprime le soulèvement de Glencairn. Il purge aussi les rangs de son régiment des niveleurs, quakers, Cinquièmes Monarchistes et autres extrémistes.
En Angleterre, l'Armée est impliquée dans nombre de conflits mineurs qui s'apparentent plus à des opérations de police qu'à des campagnes militaires. La plus importante rébellion du Protectorate a lieu lorsque les Sealed Knot, une société secrète visant la restauration, fomentent une insurrection en 1655. Se déroulent alors une série de soulèvements coordonnés, mais seul le soulèvement de Penruddock tourne en conflit armé, auquel mettent fin quelques escadrons de cavalerie.
Le conflit extérieur majeur de la période est la Guerre anglo-espagnole. En 1654, le Commonwealth de l'Angleterre déclare la guerre à l'Espagne et quelques régiments de la New Model Army sont envoyés conquérir l'île d'Hispaniola dans les Antilles. C'est un échec et nombreux sont les soldats qui périssent victimes des maladies tropicales. En revanche, ils s'emparent de la Jamaïque, mal défendue. Les troupes anglaises obtiennent de meilleurs résultats lors de la guerre de Flandre. Lors de la bataille des Dunes de 1658, les unités de la New Model Army sont intégrées à l'armée de Turenne. Elles sont sous le commandement de William Lockhart of Lee, l'ambassadeur de Cromwell à Paris et impressionnent tant les Français que les Espagnols par leur férocité au combat, particulièrement lors d'un assaut sur une dune de 50 mètres de hauteur fortement défendue. Les Anglais ont beaucoup appris de la guerre, depuis la bataille de Edgehill de 1642, la première grande bataille de la guerre civile. Incidemment, lors de la bataille des Dunes, ils retrouvent leurs vieux adversaires royalistes engagés dans l'armée espagnole, dont James Stuart, le futur Jacques II d'Angleterre.

### L'après-Cromwell et la restauration

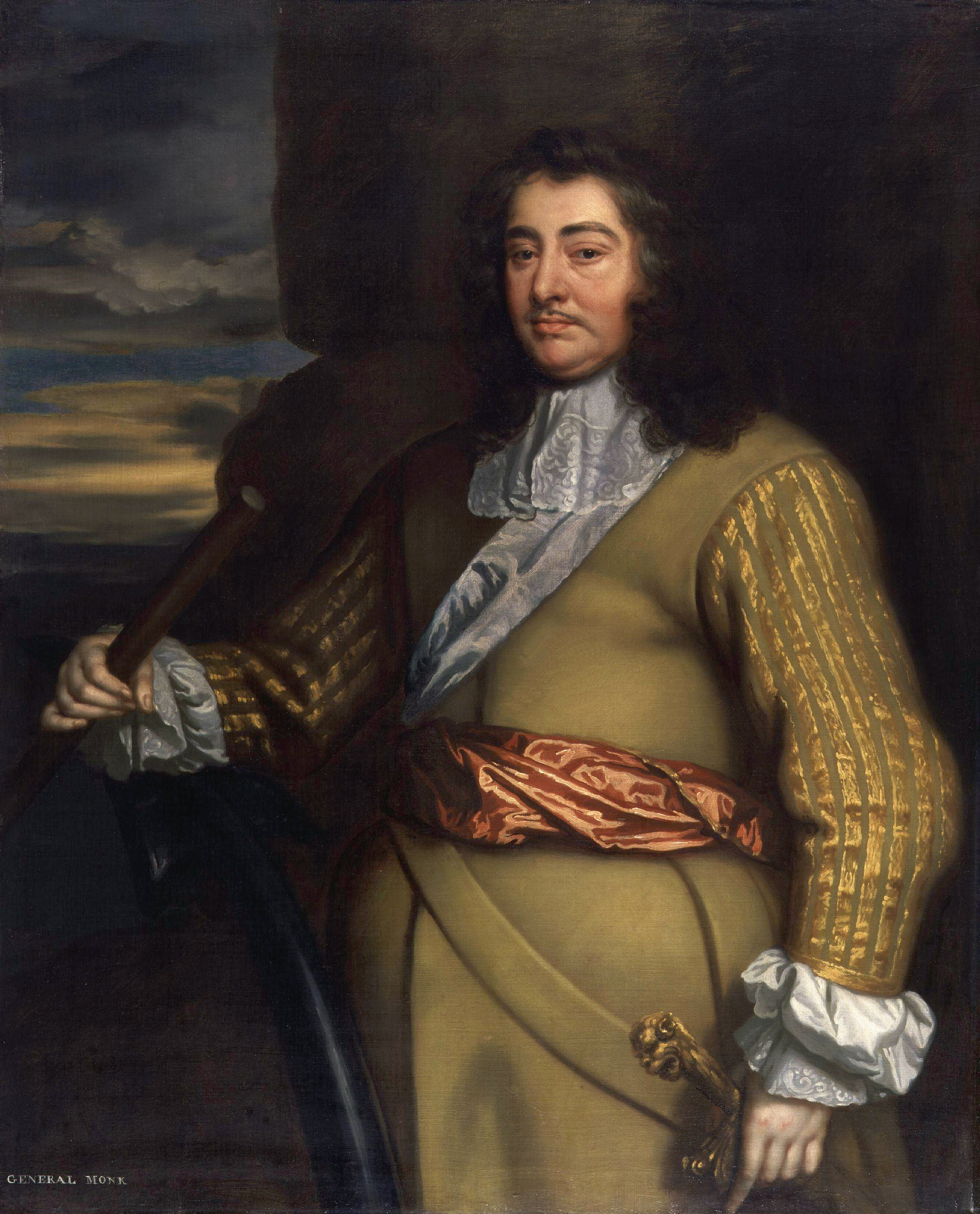
George Monck, 1er duc d'Albemarle, par Sir Peter Lely, 1665-1666.

En 1659, à la mort d'Oliver Cromwell, le Protectorate se meurt lentement, ainsi que la New Model Army. Monk soutient et conseille son successeur Richard Cromwell, mais il ne fait rien lorsque Charles Fleetwood et John Disbrowe le renversent, non plus lorsque John Lambert rétablit le Parlement croupion.
Pendant quelque temps, l'on a pu craindre que les régiments de la New Model Army, épousant les rivalités de leurs généraux respectifs, ne s'entredéchirent. En novembre 1659, Lambert est envoyé avec de fortes troupes pour aller à la rencontre de George Monck, qui était au commandement des forces anglaises en Écosse. Lambert devait négocier avec lui ou le forcer à se soumettre à la volonté du Parlement. Avec le support de Thomas Fairfax, Monk parvient toutefois à prendre la direction du sud. L'armée de Lambert se désagrège face aux pressions de Monk. En définitive, les troupes de Monk descendant d'Écosse, marchent sur Londres sans opposition notable, et imposent le rétablissement de la monarchie en favorisant l'accession au trône de Charles II, que Monk est le premier à accueillir à son arrivée, le 25 mai 1660, à Douvres.
À part deux régiments, dont celui de George Monck qui devient les Coldstream Guards, la New Model Army est dissoute avec la Restauration anglaise de 1660. Les Coldstream Guards est le seul régiment à être directement incorporé aux troupes de Charles II d'Angleterre. Actuellement, c'est le plus ancien régiment en service dans l'armée britannique.

## Tableau récapitulatif des campagnes militaires et interventions dans la vie politique
| Nom et date                     | Adversaire                      | Résultat (pour les batailles et les mutineries) |
| ------------------------------- | ------------------------------- | ----------------------------------------------- |
| Bataille de Naseby, 1645        | Royalists                       | Victoire                                        |
| Corkbush Field, 1647            | Mutinerie, qq. régiments        | Suppression                                     |
| Bataille de Preston, 1648       | Royalists et Écossais           | Victoire                                        |
| Purge de Pride, 1648            | Hostilités avec le Parlement    |                                                 |
| Régicide de Charles Ier, 1649   | Charles Ier                     |                                                 |
| John Hewson, 1649               | Mutinerie d'un régiment         | Suppression                                     |
| Bishopsgate, 1649               | Mutinerie d'un régiment         | Suppression                                     |
| Banbury, 1649                   | Mutinerie, qq. régiments        | Suppression                                     |
| Siège de Drogheda, 1649         | Catholiques irlandais           | Victoire                                        |
| Sac de Wexford, 1649            | Catholiques irlandais           | Victoire                                        |
| Siège de Clonmel, 1650          | Catholiques de l'Ulster         | Victoire coûteuse                               |
| Siège de Waterford, 1649-1650   | Catholiques de l'Ulster         | Victoire coûteuse                               |
| Siège de Limerick, 1650-1651    | Catholiques de l'Ulster         | Victoire coûteuse                               |
| Siège de Galway, 1651-1652      | Catholiques de l'Ulster         | Victoire coûteuse                               |
| Bataille de Dunbar, 1650        | Covenantaires                   | Victoire                                        |
| Bataille de Inverkeithing, 1651 | Royalistes écossais             | Victoire                                        |
| Bataille de Worcester, 1651     | Royalistes écossais             | Victoire                                        |
| Soulèvement de Glencairn, 1654  | Royalistes écossais             | Victoire                                        |
| Soulèvement de Penruddock, 1655 | Royalistes écossais             | Victoire                                        |
| Guerre anglo-espagnole, 1654    | Espagnols                       | Victoire / défaite                              |
| Bataille des Dunes, 1658        | Espagnols et émigrés royalistes | Victoire                                        |